# Sukabumi
För andra betydelser, se Sukabumi (olika betydelser).
Sukabumi är en stad på västra Java i Indonesien. Den ligger i provinsen Jawa Barat och har cirka 330 000 invånare. 

## Administrativ indelning
Staden är indelad i sju underdistrikt (kecamatan):
- Baros
- Cibeureum
- Cikole
- Citamiang
- Gunung Puyuh
- Lembursitu
- Warudoyong